# Xanthorhoe ochracea
Xanthorhoe ochracea är en fjärilsart som beskrevs av Culot 1905. Xanthorhoe ochracea ingår i släktet Xanthorhoe och familjen mätare. Inga underarter finns listade i Catalogue of Life.